# 65年
| 千纪： | 1千纪                                                                                |
| 世纪： | 前1世纪 \| 1世纪 \| 2世纪                                                            |
| 年代： | 30年代 \| 40年代 \| 50年代 \| 60年代 \| 70年代 \| 80年代 \| 90年代                   |
| 年份： | 60年 \| 61年 \| 62年 \| 63年 \| 64年 \| 65年 \| 66年 \| 67年 \| 68年 \| 69年 \| 70年 |
| 纪年： | 东汉永平八年                                                                         |

## 各国领袖

### 非洲
- 库施
  - 女王：Amanikhatashan（62年－85年）

### 亚洲
- 中国
  - 东汉：
    - 皇帝：汉明帝（57年－75年）
- 朝鲜
  - 百济：
    - 国王：多娄王（28年－77年）

  - 高句丽：
    - 国王：太祖王（53年－146年）

  - 新罗：
    - 国王：脱解尼师今（57年－80年）
- 贵霜帝国
  - 国王：丘就却（30年－80年）

### 欧洲
- 高加索伊比里亚
  - 国王：卡塔姆（58年－72年）
- 罗马帝国
  - 皇帝：尼禄（54年－68年）

### 中东
- 科马吉尼
  - 国王：Antiochus IV（41年－72年）
- 奈巴提亚
  - 国王：Malichus II（40年－70年）
- 奥斯若恩
  - 国王：Ma'nu VI bar Abgar（57年－71年）
- 安息
  - 国王（政权对立）：
    - 沃洛吉斯一世（51年－78年）
    - 萨那巴雷斯（50年－65年）

## 逝世
- 盧坎
- 塞內卡